# Saint-Christaud (Haute-Garonne)
Saint-Christaud is een gemeente in het Franse departement Haute-Garonne (regio Occitanie) en telt 229 inwoners (1999). De plaats maakt deel uit van het arrondissement Muret.

## Geografie
De oppervlakte van Saint-Christaud bedraagt 10,6 km², de bevolkingsdichtheid is 21,6 inwoners per km².
De onderstaande kaart toont de ligging van Saint-Christaud (Haute-Garonne) met de belangrijkste infrastructuur en aangrenzende gemeenten.

## Demografie
Onderstaande figuur toont het verloop van het inwonertal (bron: INSEE-tellingen).